# Jekaterina Alexejewna Fessenko
Jekaterina Alexejewna Fessenko (russisch Екатерина Алексеевна Фесенко, engl. Transkription Yekaterina Fesenko, verheiratete Grun – Грунь; * 10. August 1958 in Krasnodar) ist eine ehemalige russische Hürdenläuferin, die sich auf die 400-Meter-Distanz spezialisiert hatte und für die Sowjetunion antrat.
1980 wurde sie sowjetische Meisterin.
Bei den Europameisterschaften 1982 in Athen wurde sie in 55,86 s Siebte. 1983 gewann sie bei der Universiade Gold über 400 Meter Hürden und in der 4-mal-400-Meter-Staffel. Bei den Weltmeisterschaften in Helsinki siegte sie in 54,14 s mit einer Hundertstelsekunde Vorsprung auf ihre Mannschaftskollegin Ana Ambrazienė, die im Juni des Jahres mit 54,02 s den geltenden Weltrekord aufgestellt hatte. 
Nach ihrer Heirat gewann sie, unter dem Namen Grun startend, 1984 bei den Wettkämpfen der Freundschaft Silber.
Jekaterina Fessenko-Grun ist 1,68 m groß und wog in ihrer aktiven Zeit 57 kg.

## Bestleistungen
- 400 m: 52,26 s, 1980
- 400 m Hürden: 54,14 s, 10. August 1983, Helsinki